# Mark Roe
Mark Roe (20 februari 1963) is een Engelse golfprofessional.
In 1981 werd hij professional, en in 1985 speelde hij op de Europese PGA Tour. Hij won daar drie keer.
Roe heeft twaalf keer aan het Brits Open deelgenomen. In 2003 werd hij gediskwalificeerd, omdat hij en medespeler Jesper Parnevik hun scorekaart verkeerd hadden ingevuld. In 1995 speelde hij het US Open en werd 13de, het voorlopig hoogtepunt van zijn carrière.
Roe stopte in 2006 met spelen en werd commentator bij Sky Sports. Hij is Chairman of The Tour Players Foundation, een stichting die geld voor goede doelen verzamelt.
Mark Roe is gehuwd met Julia en heeft twee kinderen.

## Teams
- Alfred Dunhill Cup namens Engeland: 1994
- World Cup namens Engeland: 1989, 1994 en 1995.

## Gewonnen
- 1989: Massimo Dutti Catalan Open
- 1992: Trophée Lancôme
- 1993: Open de France